# Coeficiente de atividade
O Coeficiente de atividade é uma quantidade adimensional que determina a proporcionalidade entre a atividade e a concentração de uma substância i:

## Fórmula
{\displaystyle a_{i}=\gamma _{i}\cdot x_{i}}
No qual  {\displaystyle \gamma _{i}}  é o coeficiente de atividade; 
{\displaystyle a_{i}\ }   é a atividade e; 
{\displaystyle \ x_{i}} é a concentração.